# Distribució khi quadrat
En Teoria de la probabilitat i Estadística la distribució distribució khi quadrat {\displaystyle \chi ^{2}}(pronunciat [xi] o [ci]), també anomenada khi quadrat de Pearson, amb {\displaystyle k} de llibertat és la distribució de la suma dels quadrats de {\displaystyle k} variables aleatòries normals estàndard independents. És un cas particular de la distribució gamma i es pot estendre a un nombre no enter de graus de llibertat. És molt important en Estadística ja que intervé en nombrosos tests estadístics, com el de la {\displaystyle t} de Student o de la {\displaystyle \chi ^{2}} de Pearson, així com en la construcció de diversos intervals de confiança.
La referència bàsica d'aquest article és Johnson et al..

## Definició, funció de densitat i funció de distribució
Siguin {\displaystyle Z_{1},\dots ,Z_{k}} variables aleatòries independents, totes amb distribució normal estàndard {\displaystyle {\mathcal {N}}(0,1)}. La variable aleatòria {\displaystyle Q=Z_{1}^{2}+\cdots +Z_{k}^{2}}es diu que té una distribució {\displaystyle \chi ^{2}} amb {\displaystyle k} graus de llibertat i s'escriu {\displaystyle Q\sim \chi _{k}^{2}} o {\displaystyle Q\sim \chi ^{2}(k)} .
La funció de densitat és
{\displaystyle f(x;\,k)={\begin{cases}{\dfrac {x^{{\frac {k}{2}}-1}e^{-{\frac {x}{2}}}}{2^{\frac {k}{2}}\Gamma \left({\frac {k}{2}}\right)}},&{\text{si}}\ x>0,\\0,&{\text{en cas contrari}},\end{cases}}}
on {\displaystyle \Gamma (a)} és la funció gamma. Per tant, tenim que la distribució coincideix amb una distribució gamma amb paràmetre de forma {\displaystyle k/2} i paràmetre d'escala 2, {\displaystyle Q\sim \Gamma {\Big (}{\frac {k}{2}},2{\Big )}} .

### Funció de distribució
La funció de distribució es pot escriure en termes de la funció gamma incompleta: {\displaystyle F(x;k)={\begin{cases}{\dfrac {1}{\Gamma ({\frac {k}{2}})}}\gamma {\big (}{\dfrac {k}{2}},{\dfrac {x}{2}}{\big )},&{\text{si}}\ x\geq 0\\0,&{\text{si}}\ x<0,\end{cases}}}on {\displaystyle \gamma (\nu ,x)} és la funció gamma incompleta inferior.

### Extensió a graus de llibertat no enters
La funció {\displaystyle f(x;k)} està ben definida i és una funció de densitat per a qualsevol {\displaystyle k\in (0,\infty )}: en efecte, fixat qualsevol nombre real {\displaystyle k>0}, tenim que {\displaystyle f(x;k)\geq 0} i {\displaystyle \int _{-\infty }^{\infty }f(x;k)\,dx=1}. Aleshores, una variable aleatòria amb aquesta densitat es diu que té una distribució {\displaystyle \chi ^{2}} amb {\displaystyle k} graus de llibertat. Alternativament, la distribució {\displaystyle \Gamma {\Big (}{\frac {k}{2}},2{\Big )}} està definida per a qualsevol {\displaystyle k\in (0,\infty )}. A partir d'ara, suposarem que {\displaystyle k\in (0,\infty )}. i especificarem quan suposem que {\displaystyle k} és un nombre natural.

## Moments, funció generatriu de moments i funció característica

### Moments
Aquestes propietats es dedueixen particularitzant les corresponents propietats de la distribució gamma. Si {\displaystyle Q\sim \chi ^{2}(k)} aleshores té moments de tots els ordres, que valen 
{\displaystyle E[Q]=k\quad {\text{i}}\quad E[Q^{n}]=k(k+2)\cdots (k+2n-2),\ n\geq 2.}Utilitzant la funció Gamma es pot escriure 
En particular,
{\displaystyle E[Q^{2}]=k(k+2),}
d'on
{\displaystyle {\text{Var}}(Q)=E[Q^{2}]-(E[Q])^{2}=2k.}
Així,
| {\displaystyle E[Q]=k\quad {\text{i}}\quad {\text{Var}}(Q)=2k.} |

### Moments d'ordre negatiu
Si {\displaystyle X} és una variable aleatòria positiva, {\displaystyle X\geq 0}, aleshores per a qualsevol {\displaystyle r>0} podem calcular {\displaystyle E[X^{-r}]=E{\Big [}{\frac {1}{X^{r}}}{\Big ]},}però pot donar {\displaystyle +\infty } . Quan dona finit, llavors es diu que la variable {\displaystyle X} té moment d'ordre negatiu {\displaystyle -r}.
Sigui {\displaystyle Q\sim \chi ^{2}(k)}. Llavors, si {\displaystyle r\in (0,\nu /2)} , {\displaystyle Q} té moment d'ordre negatiu {\displaystyle -r} i val{\displaystyle E[Q^{-r}]={\frac {\Gamma {\Big (}{\frac {\nu }{2}}-r{\Big )}}{2^{r}\,\Gamma {\Big (}{\frac {\nu }{2}}{\Big )}}}.}Per exemple, si {\displaystyle \nu =4} , llavors {\displaystyle Q} té moment negatiu d'ordre -1 i val {\displaystyle E[Q^{-1}]={\frac {1}{2}}.}Aquesta propietat s'utilitza per a calcular els moments de distribucions de quocients (o ratios) de variables aleatòries independents quan al denominador hi ha una distribució khi quadrat, com en el cas d'una distribució {\displaystyle t} de Student o una distribució {\displaystyle F}.

### Funció generatriu de moments
La funció generatriu de moments és
{\displaystyle M(t)={\frac {1}{(1-2t)^{k/2}}},\quad t\in (-\infty ,{\frac {1}{2}}).}

### Funció característica
La funció característica és 
{\displaystyle \varphi (t)={\frac {1}{(1-2it)^{k/2}}},\quad t\in \mathbb {R} .}

## Caràcter reproductiu
Del caràcter reproductiu de les distribucions gamma es dedueix el de les distribucions {\displaystyle \chi ^{2}}: Siguin {\displaystyle Q_{1},\dots ,Q_{n}} independents, amb distribucions {\displaystyle Q_{i}\sim \chi ^{2}(k_{i})}, {\displaystyle 1=1,\dots ,n}. Llavors, {\displaystyle \sum _{i=1}^{n}Q_{i}\sim \chi ^{2}{\big (}\sum _{i=1}^{n}k_{i}{\big )}.}
Propietat.: Siguin {\displaystyle Q_{1}\sim \chi ^{2}(k_{1})} i {\displaystyle Q_{2}\sim \chi ^{2}(k_{2})}. Suposem que {\displaystyle Q=Q_{1}-Q_{2}} és independent de {\displaystyle Q_{2}}. Aleshores {\displaystyle Q\sim \chi ^{2}(k_{1}-k_{2})}.

## Aproximació per la distribució normal
En aquesta secció considerarem la distribució {\displaystyle \chi ^{2}} amb un nombre enter de graus de llibertat. D'acord amb el teorema central del límit, si {\displaystyle Q_{k}\sim \chi ^{2}(k)}, aleshores{\displaystyle \lim _{k\to \infty }{\frac {Q_{k}-k}{\sqrt {2k}}}={\mathcal {N}}(0,1),\quad {\text{en distribució.}}}En altres paraules, per a {\displaystyle k} gran, {\displaystyle Q_{k}} és aproximadament normal {\displaystyle {\mathcal {N}}(k,2k)}.
Però aquesta aproximació demana {\displaystyle k} força gran. La següent aproximació, deguda a Fisher, és més ràpida {\displaystyle \lim _{k\to \infty }{\Big (}{\sqrt {2Q_{k}}}-{\sqrt {2k-1}}{\Big )}={\mathcal {N}}(0,1),\quad {\text{en distribució.}}}Equivalentment, per a {\displaystyle k} gran, {\displaystyle {\sqrt {2Q_{k}}}} és aproximadament normal {\displaystyle {\mathcal {N}}({\sqrt {2k-1}},1)} .
Segons Johnson et al encara és més ràpida l'aproximació deguda a Wilson and Hilferty: per a {\displaystyle k} gran, {\displaystyle {\sqrt[{3}]{Q_{k}/k}}} és aproximadament normal {\displaystyle {\mathcal {N}}{\big (}1-{\frac {2}{9k}},{\frac {2}{9k}}{\big )}.}

## La distribució χ² i les mostres de poblacions normals
El següent resultat té una importància fonamental en la inferència estadística basada en mostres de poblacions normals.
| Teorema. Sigui {\displaystyle X_{1},\dots ,X_{n}} una mostra d'una població normal {\displaystyle {\mathcal {N}}(\mu ,\sigma ^{2})}, és a dir, les variables aleatòries {\displaystyle X_{1},\dots ,X_{n}} són independents i totes tenen distribució {\displaystyle {\mathcal {N}}(\mu ,\sigma ^{2})}. Considerem la mitjana mostral {\displaystyle {\overline {X}}={\frac {1}{n}}\sum _{i=1}^{n}X_{i}.}Aleshores: 1. {\displaystyle {\frac {1}{\sigma ^{2}}}\sum _{i=1}^{n}{\big (}X_{i}-{\overline {X}}{\big )}^{2}\sim \chi ^{2}(n-1).} 2. Les variables aleatòries {\displaystyle {\overline {X}}} i {\displaystyle \sum _{i=1}^{n}{\big (}X_{i}-{\overline {X}}{\big )}^{2}} són independents. |

A partir d'aquest teorema i del fet que {\displaystyle {\overline {X}}\sim {\mathcal {N}}(\mu ,\sigma ^{2}/n)}, tenim que la variable aleatòria (estadístic){\displaystyle T={\frac {{\overline {X}}-\mu }{S/{\sqrt {n}}}}}
té una distribució {\displaystyle t} de Sudent amb {\displaystyle n-1} graus de llibertat: {\displaystyle T\sim t(n-1)}, on 
{\displaystyle S^{2}={\frac {1}{n-1}}\sum _{i=1}^{n}{\big (}X_{i}-{\overline {X}}{\big )}^{2},} és la variància mostral.

## Relació amb altres distribucions
- Si {\displaystyle Q_{k}\sim \chi ^{2}(k)}, aleshores {\displaystyle Q_{k}} té una distribució gamma {\displaystyle \Gamma {\Big (}{\frac {k}{2}},2{\Big )}}.
- Si {\displaystyle Q_{k}\sim \chi ^{2}(k)} i {\displaystyle c>0}, aleshores {\displaystyle c\,Q_{k}\sim \Gamma {\Big (}{\frac {k}{2}},2c{\Big )}}. En particular, per a {\displaystyle \theta >0}, tenim que {\displaystyle {\tfrac {\theta }{2}}Q_{2k}\sim \Gamma (k,\theta )}. Aquesta propietat és deguda a la propietat d'escala de la distribució gamma.

- Relació amb la distribució de Poisson.[10]. Sigui {\displaystyle Q_{k}\sim \chi ^{2}(k)} amb {\displaystyle k} parell. Aleshores per a qualsevol {\displaystyle a>0},

{\displaystyle P(Q_{k}>a)=P(Y\leq {\frac {k}{2}}-1),}
on {\displaystyle Y} és una variable aleatòria amb una distribució de Poisson de paràmetre {\displaystyle a/2}.
Noteu que aquesta propietat és equivalent a la que es formula a la pàgina de la distribució de Poisson: Si {\displaystyle Y} és una variable amb distribució de Poisson de paràmetre {\displaystyle \lambda }, aleshores per a {\displaystyle n=0,\,1,2,\dots },
{\displaystyle P(Y\leq n)=P(Q_{2(n+1)}>2\lambda ),}
on {\displaystyle Q_{2(n+1)}\sim \chi ^{2}{\big (}2(n+1){\big )}}.
- Si {\displaystyle Q\sim \chi _{2}^{2}}, aleshores {\displaystyle Q} té una distribució exponencial de paràmetre 1/2.
- Si {\displaystyle Q\sim \chi _{2k}^{2}}, aleshores {\displaystyle Q} té una distribució d'Erlang de paràmetres {\displaystyle k} i 1/2.
- Si {\displaystyle X\sim \operatorname {Erlang} (k,\lambda )} (distribució d'Erlang) llavors {\displaystyle 2\lambda X\sim \chi ^{2}(2k)}.
- Si {\displaystyle X\sim \operatorname {Rayleigh} (1)\,} (distribució de Rayleigh) llavors {\displaystyle X^{2}\sim \chi ^{2}(2)\,}.
- Si {\displaystyle X\sim \operatorname {Maxwell} (1)\,} (distribució de Maxwell) llavors {\displaystyle X^{2}\sim \chi ^{2}(3)\,}.
- Si {\displaystyle Q_{1}\sim \chi ^{2}(k_{1})\,} i {\displaystyle Q_{2}\sim \chi ^{2}(k_{2})\,} són independents, llavors {\displaystyle Q_{1}/(Q_{1}+Q_{2})\sim \operatorname {Beta} ({\tfrac {k_{1}}{2}},{\tfrac {k_{2}}{2}})\,} (Distribució beta).
- Si {\displaystyle X\sim \operatorname {U} (0,1)\,} (distribució uniforme contínua) llavors {\displaystyle -2\log(X)\sim \chi ^{2}(2)\,}.

## Aplicacions
La distribució khi quadrat té moltes aplicacions en inferència estadística, per exemple en el test khi quadrat i en l'estimació de variàncies. També està involucrada en el problema d'estimar la mitjana d'una població normalment distribuïda i en el problema d'estimar el pendent d'una recta de regressió lineal, a través del seu paper en la distribució t de Student, i participa en tots els problemes d'anàlisi de variància, pel seu paper en la distribució F de Snedecor, que és la distribució del quocient de dues variables aleatòries de distribució khi-quadrat i independents. També té ús al contrast de {\displaystyle k} poblacions amb els contrasts d'homogeneïtat i al d'independència.